# Absolució (dret)
L'absolució, en dret, es dona quan una sentència judicial dictamina que una persona no és culpable del delicte del qual ha estat jutjada. L'acusat és, per tant, innocent. El contrari d'una sentència absolutòria és una sentència condemnatòria.
L'absolució té una sèrie de conseqüències jurídiques molt importants. En primer lloc, implica la finalització de totes les mesures que s'haguessin adoptat per evitar la possible fugida de l'acusat: devolució de la fiança, finalització de la presó preventiva, etc. A més, l'absolució per sentència ferma també suposa que es pugui utilitzar l'excepció de cosa jutjada. Aquesta excepció prohibeix que es pugui tornar a jutjar a la mateixa persona del mateix delicte pels mateixos fets.
A vegades, i en alguns ordenaments jurídics, la sentència penal afecta únicament l'àmbit penal, per la qual cosa podria tornar a jutjar-se el cas davant una possible responsabilitat civil derivada dels fets. Això pot ocórrer perquè s'entén que, no existint delicte, sí que ha existit un comportament o una negligència que ha causat danys a tercers que han de ser rescabalats.

## No culpable
Agafat del dret anglosaxó, existeix la figura de no culpable que és equivalent a innocent encara que no signifiquen el mateix. És un terme comunament usat en el dret processal penal que pren com a model el nord-americà.
No culpable és un recurs usat per la defensa de l'imputat que s'utilitza quan la fiscalia o la part acusadora són incapaces de, o es declaren incompetents per, establir amb proves fefaents, davant el jurat, que l'imputat és realment culpable, sense cap dubte, dels càrrecs que se li imputen, encara que el fet punible s'hagi establert. La sentència absolutòria (sobreseïment) que se'n segueix es redacta en els mateixos termes com no culpable dels càrrecs que s'imputen a l'acusat.
Altra cosa és quan a l'acusat se'l declara innocent dels càrrecs imputables en establir-se, per part de la defensa, les proves clares, irrefutables i fefaents davant la fiscalia i el jurat, de l'absoluta innocència de l'acusat.

### Alguns casos mediàtics de declaració de "No culpable"
- O. J. Simpson va ser declarat, el 3 d'octubre de 1995, no culpable de la mort de la seva esposa Nicole Brown Simpson i el seu amic Ronald Goldman.[2][3] Tanmateix, el 1997, en un cas civil, va ser condemnat a indemnitzar amb 33,5 milions de dòlars els familiars de Goldman.[4][5]
- Michael Jackson va ser declarat no culpable, el 2005, pels casos de pederàstia que se li imputaven.[6]
- Francisco Camps, ex-president de la Generalitat Valenciana, i Ricardo Costa, exsecretari del PP valencià, van ser declarats no culpables de suborn impropi per acceptar regals de la trama Gürtel.[7]